# Концерт для фортепиано с оркестром № 2 (Шостакович)
Концерт для фортепиано с оркестром № 2 — соч. 102.
Второй концерт для фортепиано с оркестром Дмитрия Шостаковича (1957) был посвящён композитором сыну Максиму Шостаковичу, тогда учившемуся в Центральной музыкальной школе при Московской консерватории. Возможно, что идея написать «молодёжный» концерт Шостаковичу пришла после знакомства с Фортепианным концертом А. Баланчивадзе, написанным для сына композитора Джорджи, ученика Л. Оборина.
Дмитрий Шостакович в письме своему другу, Эдисону Денисову, сокрушался: «Сочиняю плохо. Закончил фортепианный концерт, не имеющий никакой художественно-идейной ценности».
10 мая 1957 года в Большом зале Московской консерватории, в своё 19-летие Максим впервые исполнил сочинение-подарок своего отца. Государственным симфоническим оркестром дирижировал Н.П.Аносов.
Зинаида Гаямова, секретарь Шостаковича, писала: «Начались вступительные экзамены Максима в консерваторию. Трудно передать, как был нервно настроен Д. Д. Он очень волновался, и Максим тоже... Начал программу Максим с фуги Д. Д., потом играл Сонату Бетховена. Я наблюдала за Д. Д. и видела, что он весь на нервах. Потом концерт № 2 Д. Д. Сам Д. Д. ему аккомпанировал. В зале собралось много народу и экзаменующихся. Концерт Максим играл очень хорошо. Да и всю свою программу играл отлично. Конечно, он волновался, но, тем не менее, все шло очень хорошо. Надо было видеть эту картину. Экзаменующегося Максима и аккомпанирующего его отца. Я представляла состояние Д. Д., была мертвая тишина, и экзаменующиеся, и присутствующие музыканты, видимо, были глубоко взволнованы и музыкой и исполнением, и этой трогательной картиной отца и сына, сидящих за роялями. Когда концерт кончился, и я вышла в коридор, то там еще у дверей стояла толпа музыкантов, которые слушали, и у всех было приподнятое настроение. Подходили к Максиму и Д. Д. и члены комиссии пожимали руки и поздравляли. Д. Д. был доволен. Максим получил пять».
Второй концерт в известной мере близок к написанному Шостаковичем ранее молодёжному Концертино для двух фортепиано (1953). 
Написанный спустя 24 года после Первого концерта, Второй фортепианный концерт стал наглядным примером того, как гениально одаренный композитор меняется от творческой молодости к творческому и жизненному закату. Первый концерт полон острых красок и эмоциональных крайностей, Второй же - комедиен. Если Первому фортепианному концерту свойственно стилистическое разнообразие, то Второму, напротив, – интонационное единство. Оба концерта отличаются непринужденностью и жизнерадостностью, но Первый более дерзок, Второй же более традиционен и так не удивляет неожиданными поворотами повествования. Вступает фагот, присоединяются кларнеты и гобои, затем фортепиано – сразу устанавливается домашний, интимный тон. Второй концерт уступает Первому в новаторстве, превосходя его в лирическом отношении: Andante открывает одна из красивейших тем Шостаковича-мелодиста. За второй частью без перерыва следует третья, где композитор позволил себе семейную шутку: он цитирует одно из популярнейших упражнений Шарля Луи Ганона, подчеркивая юный возраст пианиста, которому посвящено сочинение. 
Сам Шостакович неоднократно исполнял оба фортепианных концерта; в 1958 году он сыграл и записал их в Париже с Оркестром французского радио и ТВ (ныне – Национальный оркестр Франции) под управлением Андре Клюитанса. Эти выступления стали последними для Шостаковича-пианиста. В свою очередь, Максим Шостакович исполнял Второй концерт не только как пианист, но и как дирижер: солистом был его сын, Дмитрий Шостакович-младший.
В. А. Васина-Гроссман писала, что характер музыки концерта «определяют образы юности, или, пожалуй, отрочества — переходной поры от детства к юности».

## Структура
Концерт состоит из трех частей общей продолжительностью около 16 минут:
- I часть — Allegro
- II часть — Andante
- III часть — Allegro

## В культуре
Andante из концерта звучит в фильме «Шпионский мост», действие которого разворачивается в 1957 году, когда концерт был создан.
Первая часть, Allegro, использована в мультфильме «Фантазия 2000».